# Reptile Gardens
Reptile Gardens est un parc animalier situé à Rapid City, dans le Dakota du Sud.